# Thomas Kantzow
Thomas Kantzow (* um 1505 in Stralsund; † 25. September 1542 in Stettin) war ein deutscher Chronist und Historiker.

## Leben
Kantzow studierte 1526 in Rostock und wurde 1528 Sekretär der pommerschen Herzöge Barnim IX. und Georg I. Bald erwarb er sich deren Wohlwollen und konnte so verschiedene Pfründen erwerben. Kantzow schloss sich nach der pommerschen Landesteilung von 1532 dem Hofstaat Philipps I. in Wolgast an und entwickelte eine Abneigung gegen die Politik des Stettiner Herzogs Barnim IX. 1538 bezog Kantzow die Universität Wittenberg, um bei Philipp Melanchthon weitere Studien zu betreiben. Dennoch hatte er starkes Heimweh. Als er 1542 erkrankte, wollte man ihn in seine Heimat bringen, wo er in Stettin starb und in der Marienkirche beigesetzt wurde.
Seit Kantzow in den Diensten von Philipp I. stand, sammelte er historische Nachrichten über Pommern. Dabei entwickelte er unter anderem die Pomerania von Johannes Bugenhagen weiter. Seine in niederdeutscher Sprache verfasste Chronik, die unter dem Namen Fragmenta der pommerischen Geschichte bekannt ist, reicht vom Anfang der Geschichte Pommerns bis zum Jahre 1534 und ist die erste deutsche Chronik von Pommern. Um 1538 arbeitete er diese in eine hochdeutsche Chronik um, die elf Bücher umfasst. In Wittenberg erstellte er dann zwischen 1538 und 1542 eine zweite hochdeutsche Fassung der Chronik. Ferner verfasste er Entwürfe für eine Schrift Vom alten Pomerland, welche die germanische Zeit vor der slawischen Besiedlung Pommerns behandelt.
Kantzow wurde bei seinen historischen Arbeiten durch Nicolaus von Klemptzen unterstützt, dem er auch seine Manuskripte vermachte. Kemptzen gab nach Kantzows Tod die Chronik in einer Neufassung unter dem Titel „Pomerania“ heraus. Nach dem Urteil des Historikers Roderich Schmidt geht diese, anders als früher angenommen, im Wesentlichen noch auf Kantzow selbst zurück; sie stellt „eine Neufassung dar, die Kantzow selbst seinem Werk gegeben hat“.

## Ausgaben der Chronik
- Pomerania. Oder Ursprunck, Altheit und Geschichte der Völcker und Lande Pomern, Caßuben, Wenden, Stettin, Rhügen. In vierzehn Büchern. Hgg. von Johann Gottfried Ludwig Kosegarten.  Mauritius, Greifswald
  - 1. Band 1816, Digitalisat
  - 2. Band 1817, Digitalisat
- Thomas Kantzow’s Chronik von Pommern in Niederdeutscher Mundart. Hgg. von Wilhelm Boehmer. Morin, Stettin 1835, Digitalisat
- Thomas Kanzows Chronik von Pommern in hochdeutscher Sprache. Hgg. von Friedrich Ludwig von Medem. Dietz, Anklam 1841, Digitalisat
- Des Thomas Kantzow Chronik von Pommern in hochdeutscher Mundart, Hgg. von Georg Gaebel. Niekammer, Stettin 1897, Digitalisat